# Geodetisch datum
Een geodetisch datum is de relatie tussen de aarde en een specifiek geodetisch coördinatensysteem. De grillige vorm van de aarde – de geoïde – wordt in de meeste datums benaderd door een wiskundig eenvoudiger uit te drukken ellipsoïde. Een geodetisch datum en ellipsoïde worden uitgedrukt door middel van een aantal parameters. Deze omvatten de vorm en grootte van de ellipsoïde en de ligging, oriëntatie en schaalfactor daarvan ten opzichte van vaste punten op aarde of een ander geodetisch datum.
Er wordt onderscheid gemaakt tussen een horizontaal en een verticaal datum. Met behulp van een horizontaal datum kan de positie op aarde worden uitgedrukt, terwijl met een verticaal datum de hoogte wordt bepaald boven een geoïdemodel of een ellipsoïde.

## Horizontale datums
Er zijn wereldwijd honderden datums. De meeste zijn gebaseerd op de verschillende referentie-ellipsoïdes, maar ook de bol en zelfs het platte vlak worden in een aantal gevallen gebruikt. De coördinaten voor een specifieke positie kunnen aanmerkelijk verschillen tussen de vele datums. Het verschil tussen twee datums kan honderden meters bedragen.

### Lokale datums

Regionale en wereldwijde ellipsoïdes om het aardoppervlak te benaderen.

Pas sinds de komst van satellieten is het mogelijk om wereldwijd bruikbare datums te definiëren. Voor die tijd was men aangewezen op driehoeksmetingen. Veel landen ontwikkelden eigen datums en kozen ellipsoïdes die zo goed mogelijk aansloten bij de vorm van de aarde ter plaatse van het gebied dat geprojecteerd moet worden. Deze waren over het algemeen niet geocentrisch.
- Belgische datums van  Lambert50 en Lambert72
  - Reseau National Belge 1950
  - Reseau National Belge 1972
- Nederlands datum van het Stelsel van de Rijksdriehoeksmeting
  - Amersfoort
- Surinaamse datums
  - Paramaribo[bron?]
  - Zanderij

### Regionale datums
Na de Tweede Wereldoorlog werd met behulp van vroege computers en nieuwe metingen in Europa een meerdere landen omvattend regionaal datum ontwikkeld, het ED50 en later ETRS89.

### Wereldwijde datums
Eind jaren vijftig van de twintigste eeuw begon het Amerikaanse ministerie van Defensie een wereldwijd datum te ontwikkelen. Dit werd WGS 60, later aangepast als WGS 66, WGS 72 en de meest recente versie WGS 84, dat inmiddels periodiek bijgesteld wordt zodat het zo goed mogelijk overeenkomt met het officiële wetenschappelijke International Terrestrial Reference System.

### Parameters
Een geodetisch datum en ellipsoïde hebben verschillende parameters. Allereerst zijn dit de afplatting f en de equatoriale straal a van de ellipsoïde. Als de ellipsoïde niet geocentrisch is, zijn er ook nog drie translatieparameters ΔX, ΔY en ΔZ ten opzichte van het massacentrum van de aarde. Indien de ellipsoïde gedraaid is ten opzichte van de aarde, dan zijn er ook nog drie rotatieparameters ωX, ωY en ωZ. Als laatste is er vaak een kleine schaalfactor S.

### Transformatie
Om posities uit een datum uit te drukken in een ander datum kan bij kleine afstanden gebruik worden gemaakt van vooraf bepaalde verschillen in lengte en breedte. Voor grotere afstanden is dit echter te onnauwkeurig en zal gebruikgemaakt moeten worden van transformatieformules om een coördinatentransformatie uit te voeren. Er zijn verschillende formules zoals de Helmert-transformatie, de Molodensky-transformatie en de Bursa-Wolf-transformatie. Niet tussen alle datums is echter een nauwkeurige transformatie bepaald.

## Verticale datums

De relatie tussen het reliëf of topografisch oppervlak (de werkelijke vorm van de aarde), de geoïde en een ellipsoïde:
1. oceaan
2. ellipsoïde
3. lokale verticaal
4. continent
5. geoïde

Naast de horizontale coördinaten, definieert het geodetisch datum ook een hoogte. Er zijn echter verschillende manieren om hoogtes uit te drukken, afhankelijk van het gekozen referentievlak. Dit kan naast de ellipsoïde van het geodetisch datum ook een niveauvlak, hoogteherleidingsvlak of reductievlak zijn. De hoogte ten opzichte van de ellipsoïde is de ellipsoïdische hoogte of normaalhoogte h. De ellipsoïde kan echter sterk afwijken van het topografisch oppervlak. Dit oppervlak wordt beter benaderd door de geoïde. Het hoogteverschil tussen de geoïde en de ellipsoïde is de geoïdehoogte N. De hoogte van het topografisch oppervlak boven de geoïde is de orthometrische hoogte H.
Richting polen convergeren de equipotentiaalvlakken van gelijke zwaartekrachtspotentiaal. Bij gelijke orthometrische hoogte boven de geoïde zal op de polen een hogere zwaartekracht heersen dan op de evenaar. Dat heeft tot gevolg dat gelijke orthometrische hoogte niet waterpas zijn. De hoogte waarvoor dit wel geldt, is de dynamische hoogte Hd. Ook lokaal kan deze afwijken, zoals in bergachtige gebieden. Watermassa's hebben een gelijke dynamische hoogte, terwijl een driehoeksmeting zou kunnen wijzen op een helling.
In Europa dient het European Vertical Reference System met hetzelfde nulpunt als NAP als referentievlak, hoewel dit niet door alle Europese landen ook gebruikt wordt. In de Verenigde Staten en Canada worden het North American Vertical Datum van 1988 (NAVD 88) en het International Great Lakes Datum van 1985 (IGLD 85) gebruikt voor geodetische doeleinden.

### Scheepvaart
In de scheepvaart wordt gebruikgemaakt van het herleidings- of reductievlak (chart datum, CD) om waterdieptes tot te herleiden. Dit zijn kaartdieptes die verschillen van de werkelijke waterdiepte met de waterhoogte. Hoogtes worden weergegeven ten opzichte van het hoogteherleidingsvlak, dat hoger ligt dan het reductievlak.
Vanwege de veilige vaart is de werkelijke waterdiepte over het algemeen groter dan het gekozen reductievlak. Het kan echter voorkomen dat de waterstand lager is, bijvoorbeeld bij aflandige wind. Niet alle kaarten gebruiken hetzelfde reductievlak, maar veelal wordt gebruikgemaakt van het laagste astronomische getij (Lowest Astronomical Tide, LAT).
Als hoogteherleidingsvlak wordt vaak het gemiddeld hoogwaterspring (Mean High Water Spring, MWHS) gebruikt, of het middenstandsvlak als de getijdebeweging minimaal is. Doordat dit vlak hoger ligt, is er een marge bij bruggen en andere constructies. Ook is bij positiebepalingen aan de hand van hoogtemetingen van kenbare punten als vuurtorens of bergen de positie hierdoor dichter bij de kust weergeven dan in werkelijkheid, waardoor een veiligheidsmarge ontstaat.